# 澳門巴士8A路線
澳門巴士8A路線是由澳巴經營，往返工業園街和亞馬喇前地的巴士路線。

## 簡介及歷史
- 2011年8月1日前，本線由新福利經營，但開設年份不詳。

- 2011年8月1日，本線改由維澳蓮運經營。

- 2014年7月1日，本線改由新時代經營。

- 2016年7月2日，因巴士站合併，取消停靠「青洲／美居廣場」站。[1]

- 2017年7月29日，本線改以「工業園街」站為總站。自「工業園街」站開出後，改停靠近球場側的「青洲總站」，取消停靠「跨境工業區」站。[2]

- 2018年8月1日，本線改由澳巴經營。

- 2019年4月6日，為配合“內港北雨水泵站箱涵渠建造工程”，暫不停靠“十六浦”站。

- 2019年7月27日起，“第二警司處”改名為“北區警司處”。

- 2019年8月31日起，因“內港北雨水泵站箱涵渠建造工程”已完工，本線恢復原線停靠。

- 2019年11月2日至12月18日，因鋪設天然氣管道，青洲工業園街一帶實施臨時交通安排。「工業園街」站暫停使用，並改道行駛。同時調整部份停靠站點。[3]

- 2021年1月1日起，全線改用中巴行駛。[4] [5]

- 2021年8月3日下午至4日凌晨，因應政府啟動分區分級精準防控機制而實施封路措施，本線取消停靠“沙欄仔”、“白鴿巢前地” 、“連勝／鏡湖醫院”、“永樂戲院”、“渡船街／婦聯”、“渡船街／俾利喇街”、“俾利喇／高士德”，並改停靠“沙梨頭街市”、“沙梨頭海邊街”、“提督／紅街市”、“聖心學校”、“望廈炮台”。

- 2021年8月7日，為配合青茂口岸即將啟用，取消停靠“青洲／自來水公司”、“青洲／聖若瑟中學”站。新增停靠“青茂／鴨涌河變電站”、“青茂／青葱大廈”站。[6] [7]

- 2022年6月27日至8月5日，因應沙欄仔街有新建大廈須接駁街渠及水、電、電訊及交通管線等管道，暫不停靠「沙欄仔」、「白鴿巢前地」、“連勝／鏡湖醫院”、“永樂戲院”、“渡船街／婦聯”、“渡船街／俾利喇街”、“俾利喇／高士德”，並改停靠“沙梨頭街市”、“沙梨頭海邊街”、“提督／紅街市”、連勝馬路同發大廈前臨時站、“聖心學校”、“望廈炮台”。[8]

- 2022年7月11日至17日，因實施「全澳相對靜止管理」措施，本線暫停營運。[9]

- 2022年7月18日至22日，因宣佈延長“相對靜止管理”措施，本線維持上述措施。[10]

- 2022年7月23日起，因“相對靜止管理”結束，本線恢復營運。[11]

- 2023年7月3日起，為理順和明確巴士站名稱，“新馬路／永亨”站改名為“新馬路／華僑”。[12]

- 2024年4月7日起，調整本線行程，改經提督馬路及沙梨頭北街返回青洲。取消停靠“渡船街／婦聯”、“渡船街／俾利喇街”、“俾利喇／高士德”、“澳廣視”、“黑沙環馬路”、“拱形馬路／蓮峰廟”、“北區警司處”、“青洲／嘉應花園”站，新增停靠“提督／紅街市”、“沙梨頭南街／蘭花前地”、“沙梨頭北街／筷子基北灣”站。[13]

## 使用車輛

### 新福利時期

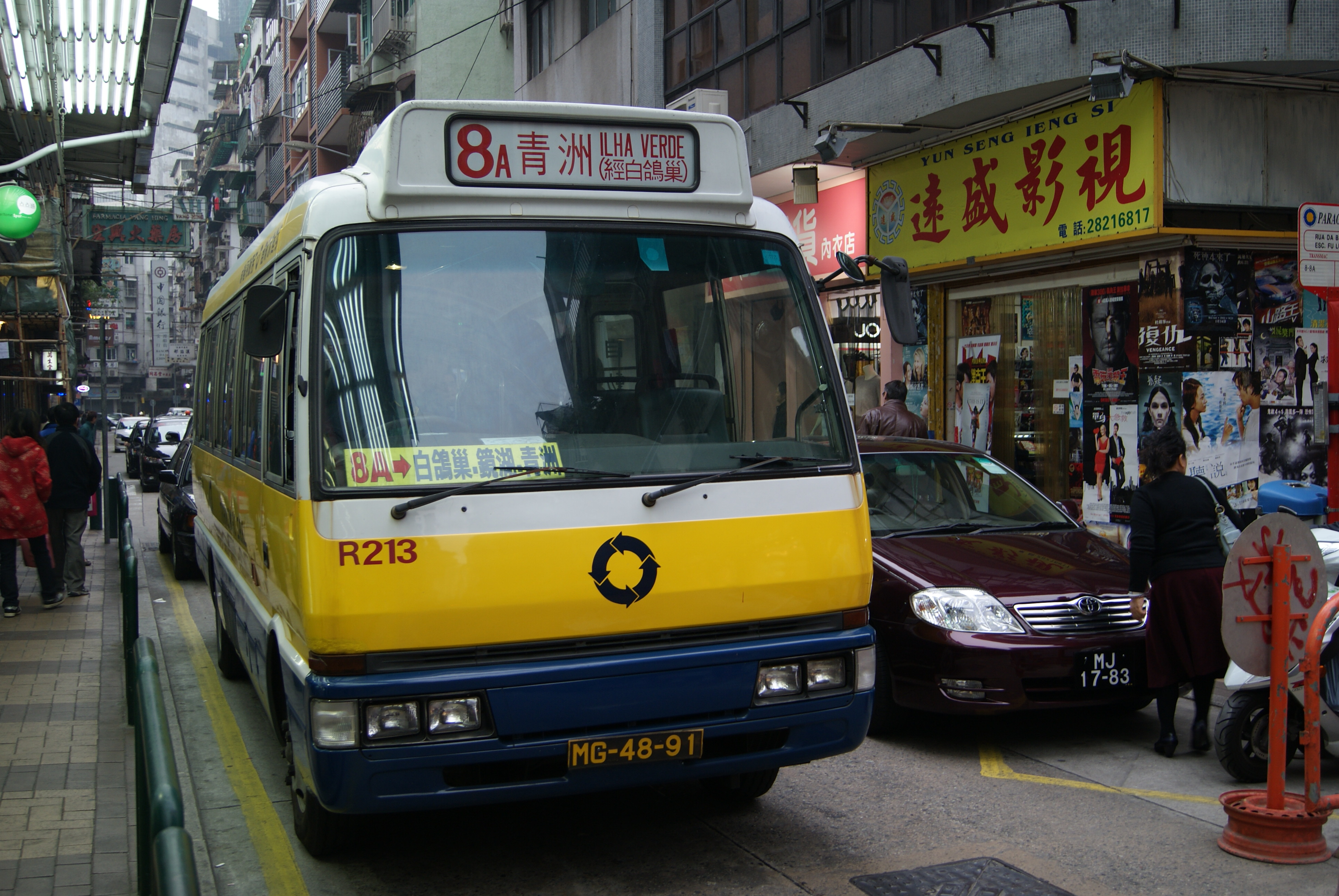
三菱Rosa

- 三菱ROSA小巴

### 維澳蓮運及新時代時期
- 宇通ZK6770HG

### 澳巴時期
2021年1月1日前：

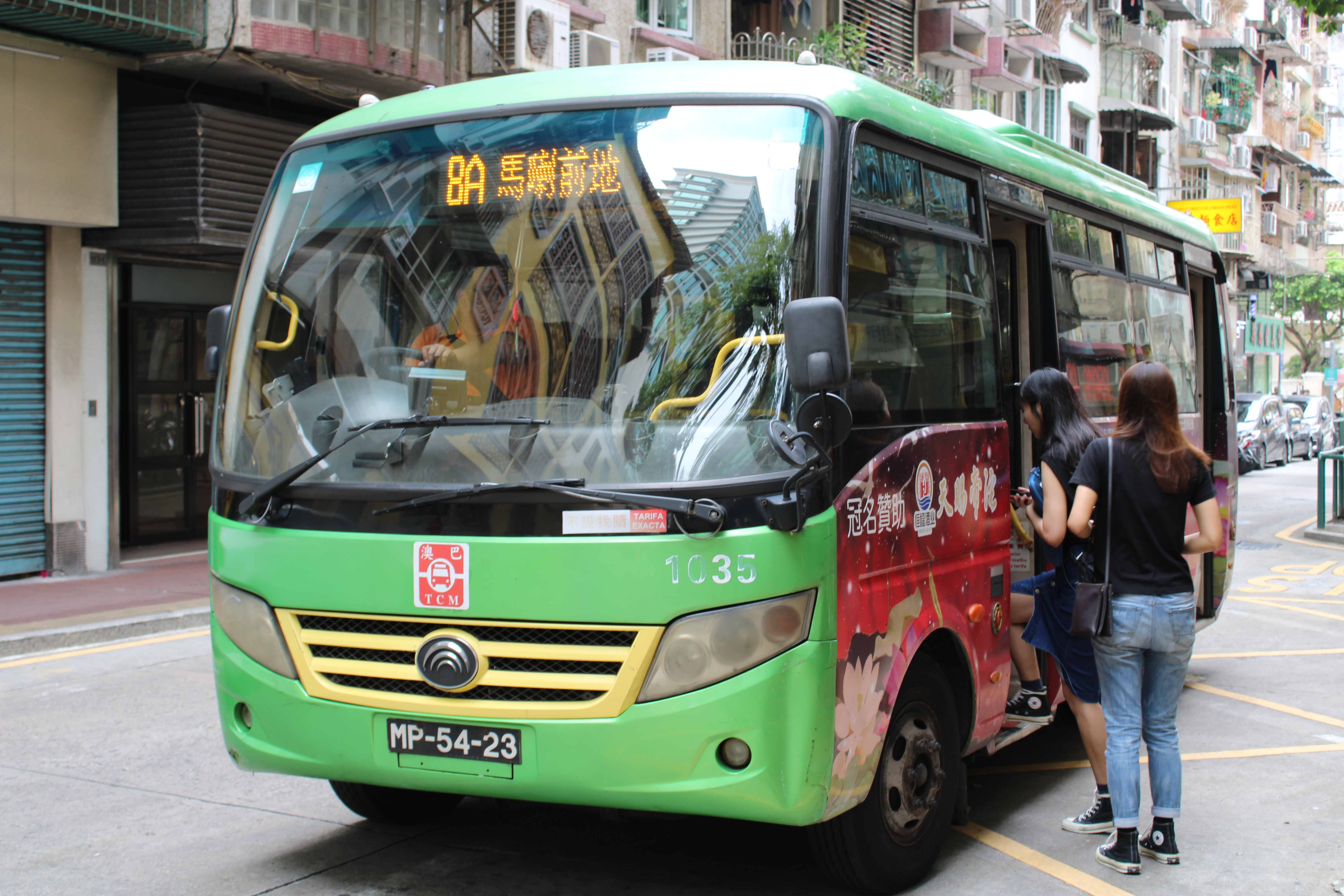
宇通ZK6770HG
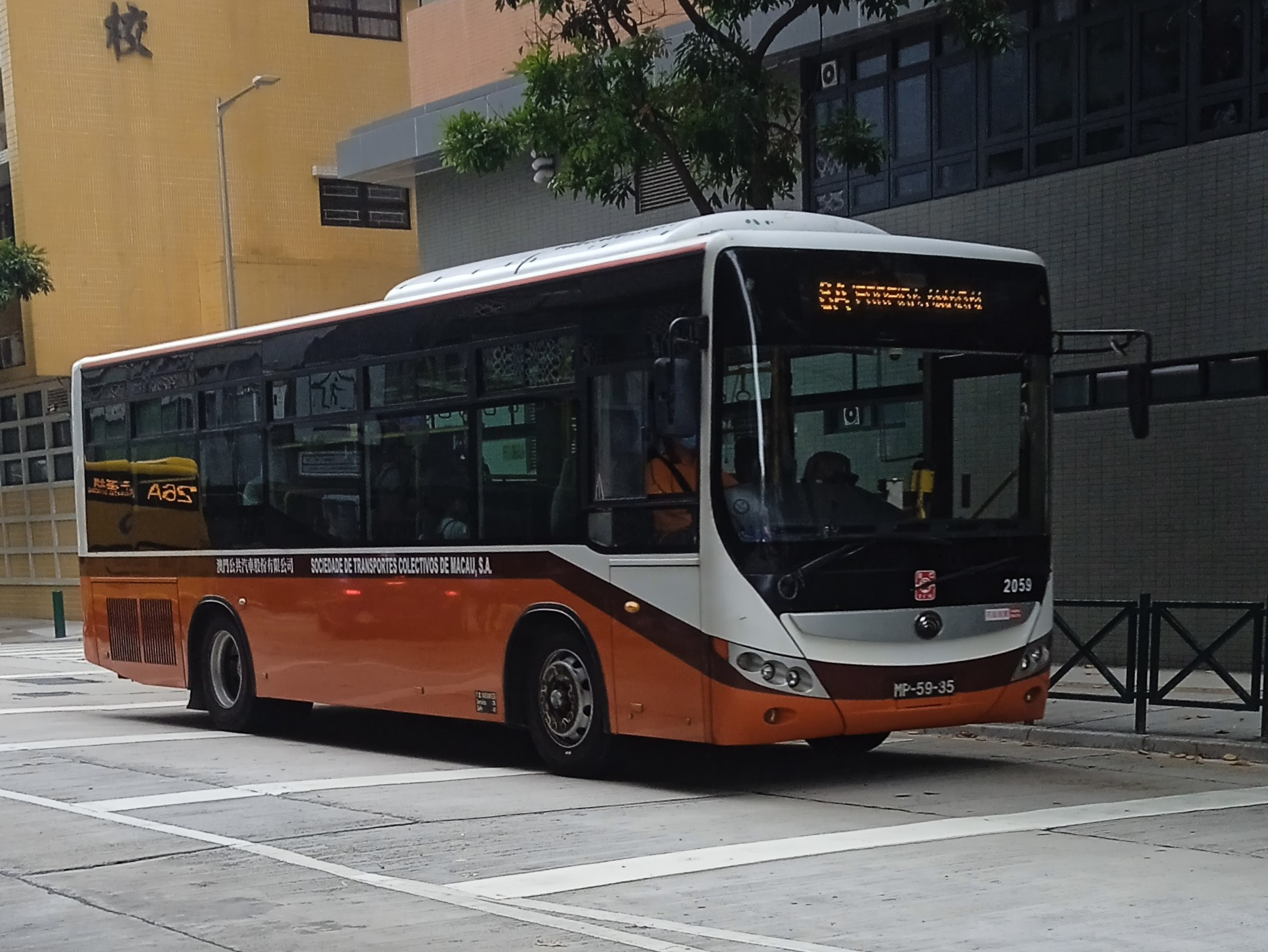
宇通ZK6902HG
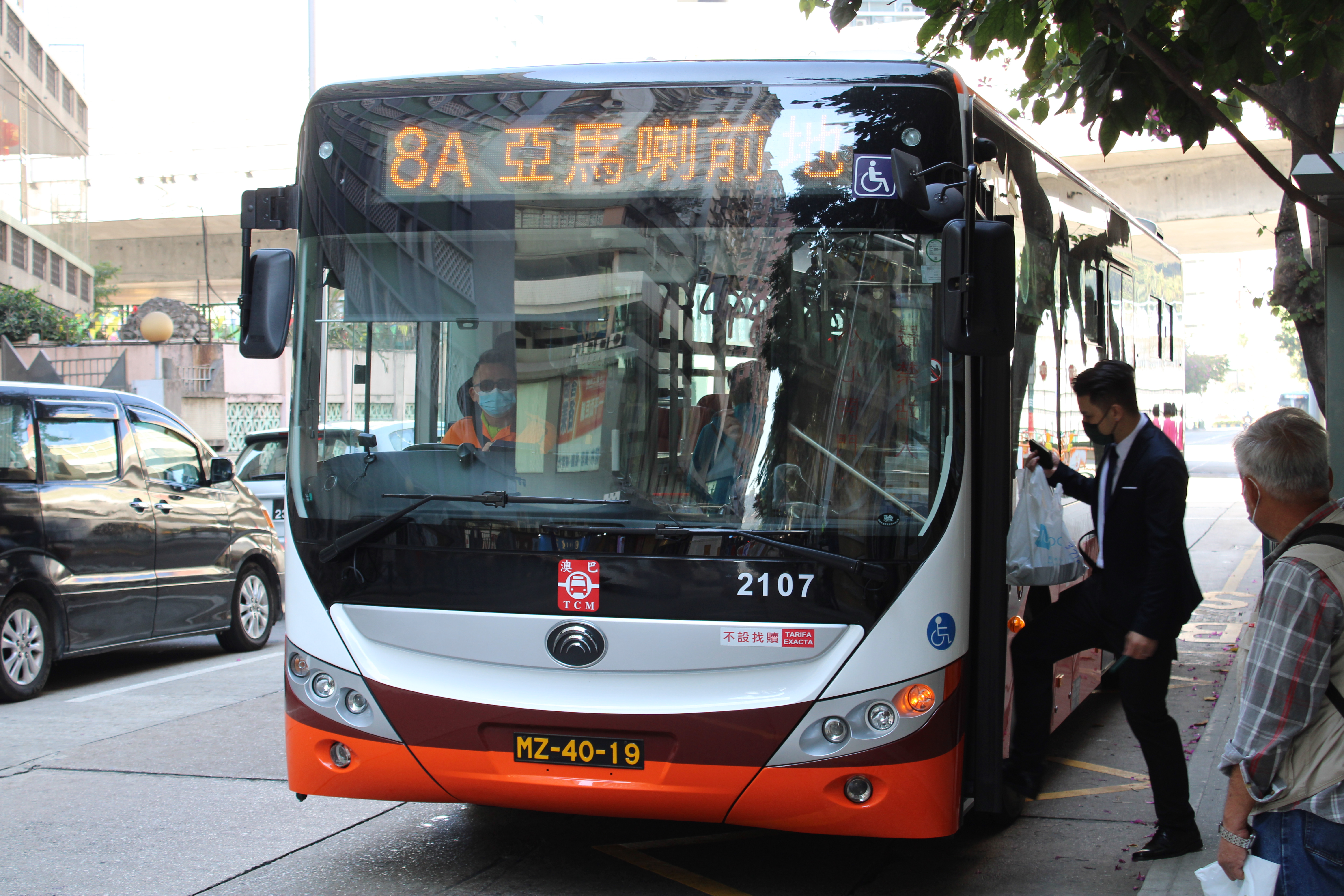
宇通ZK6986HG
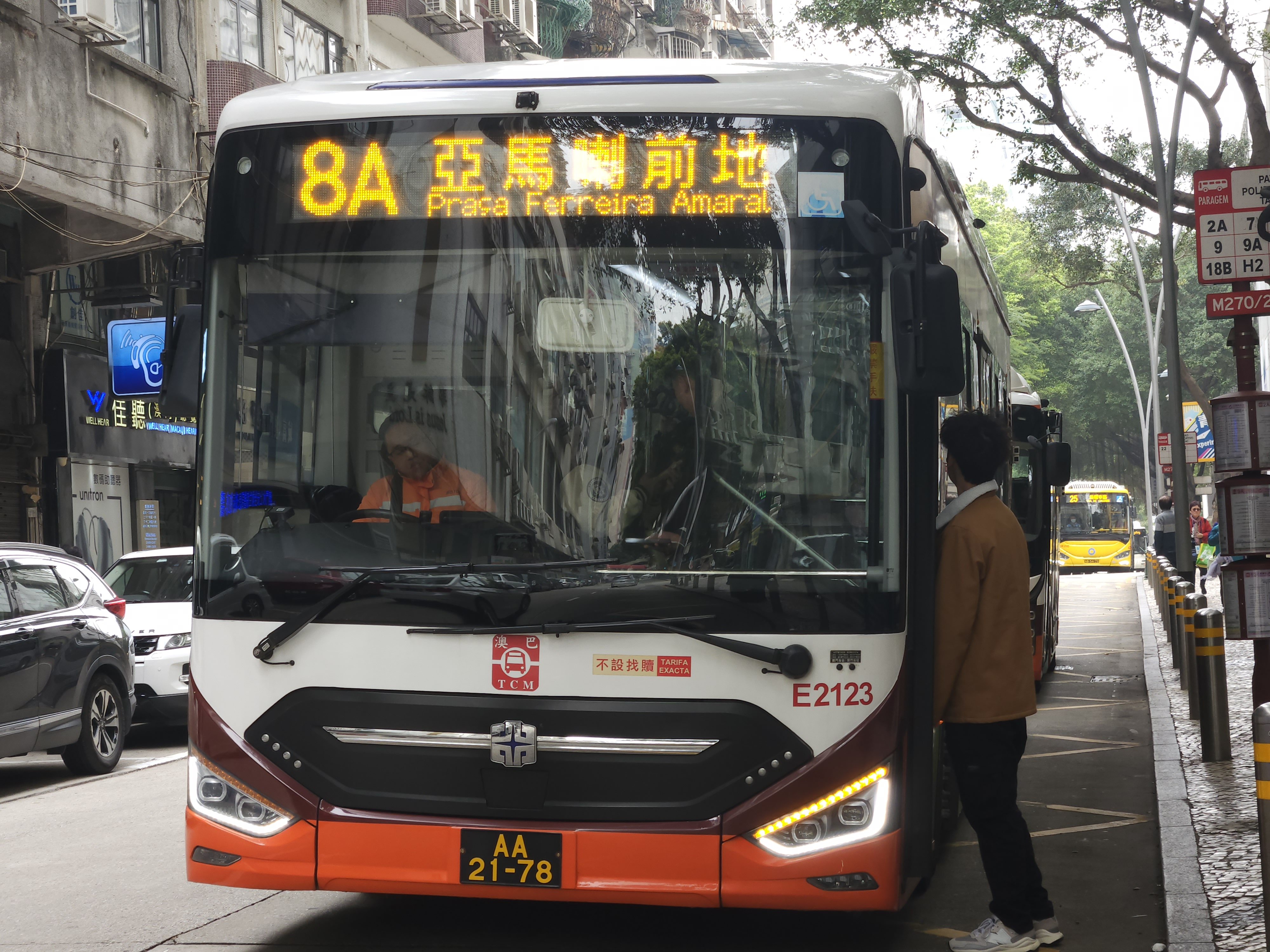
中通LCK6980SHEVG
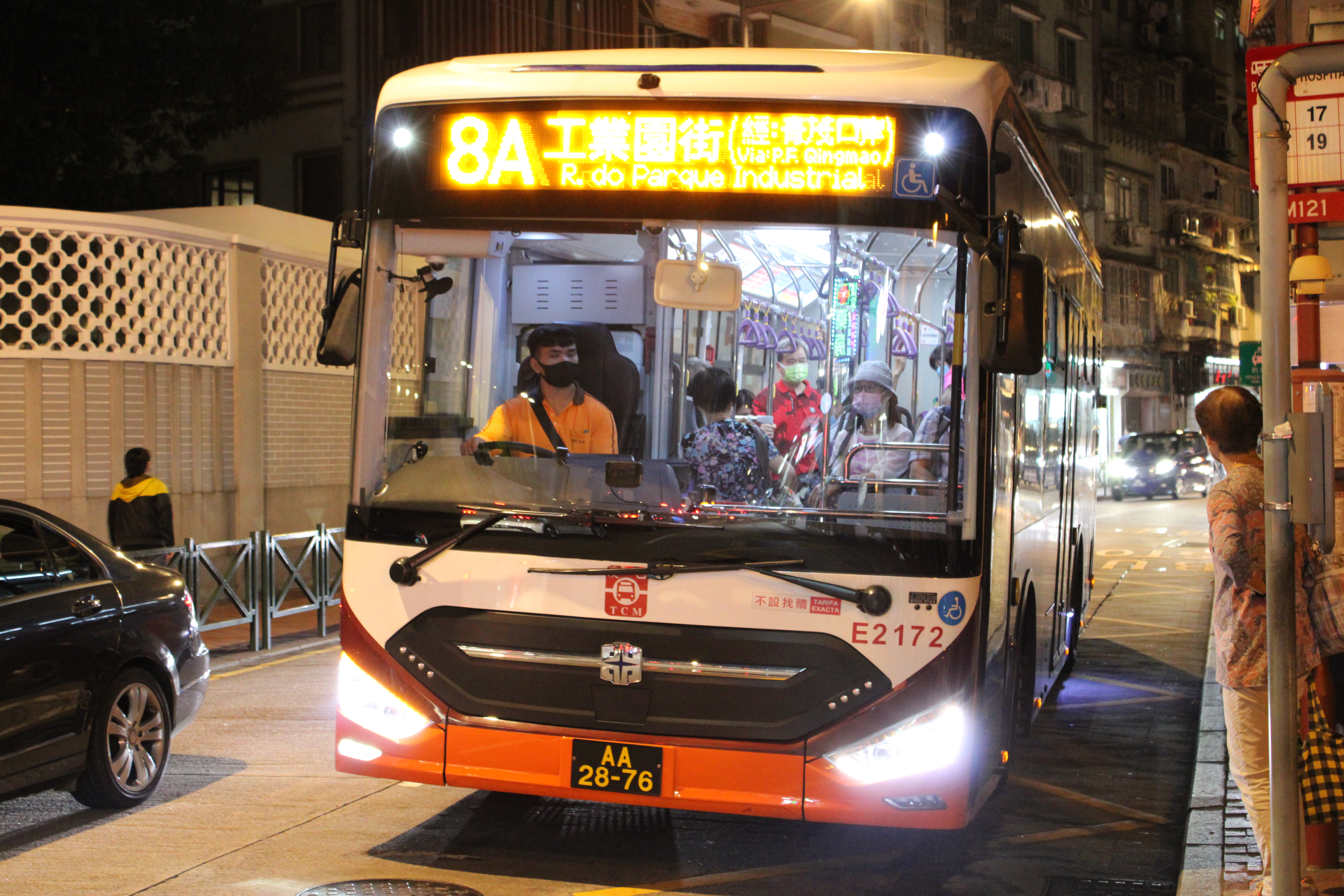
中通LCK6980SHEVG
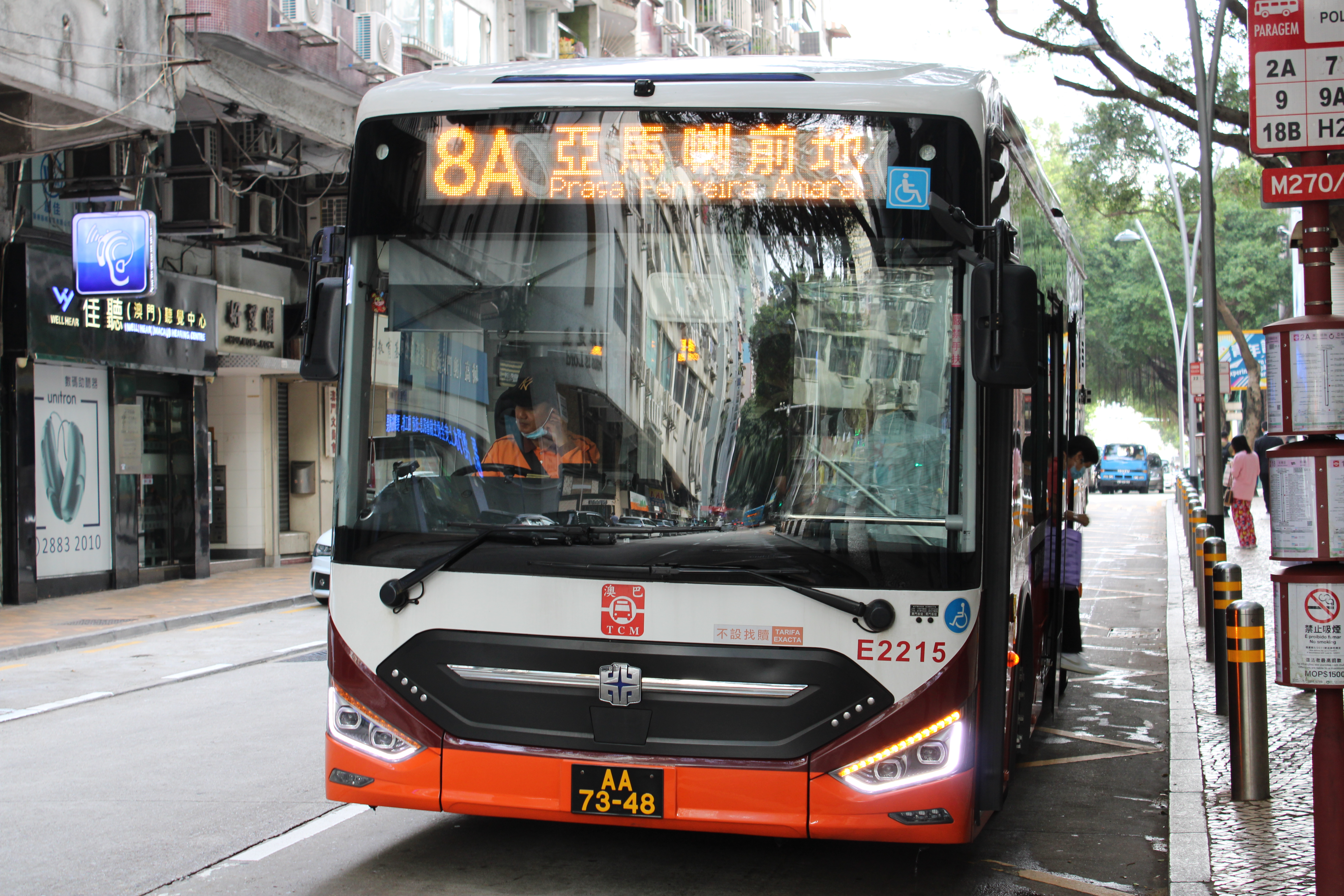
中通LCK6980SHEVG
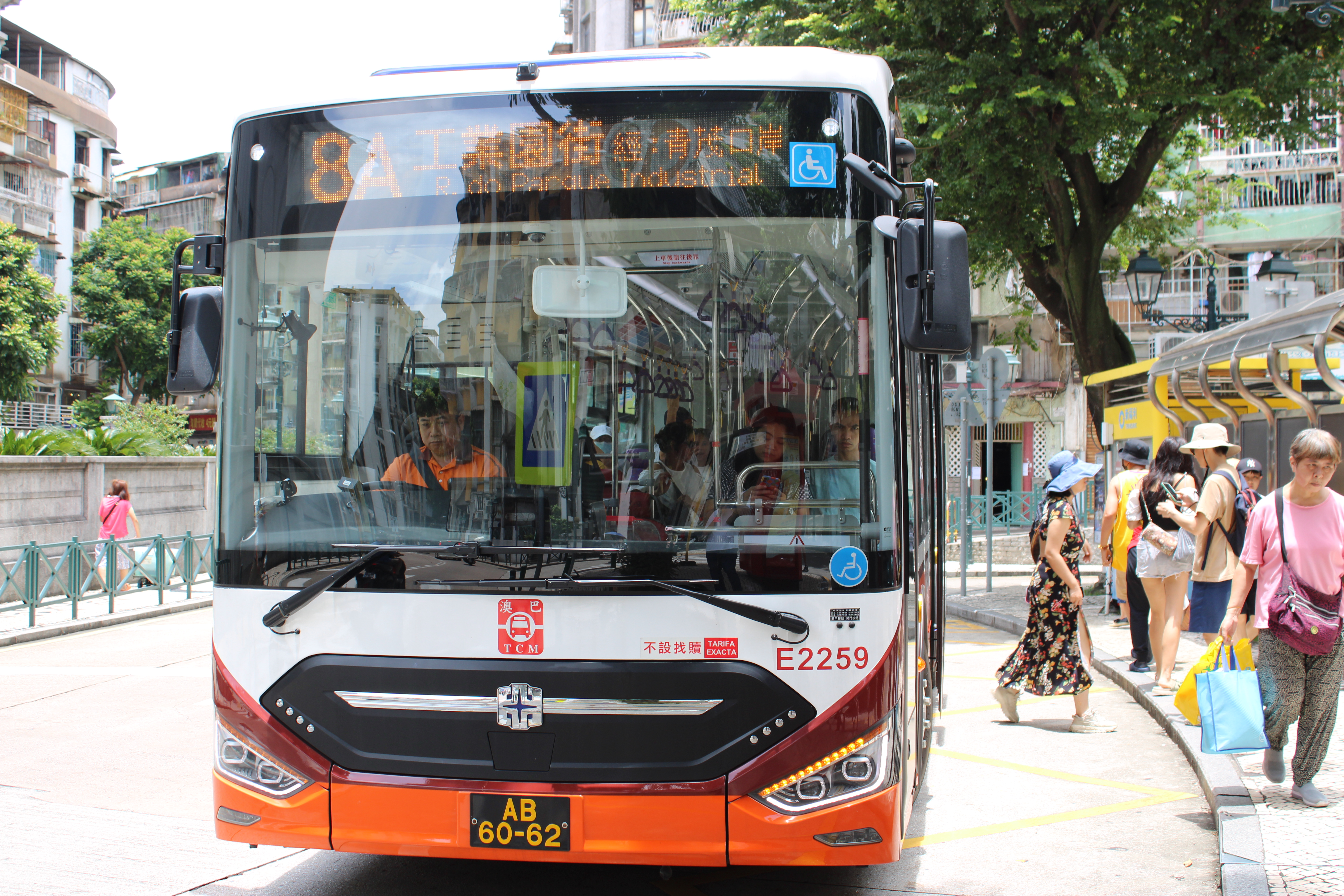
中通LCK6980SHEVG
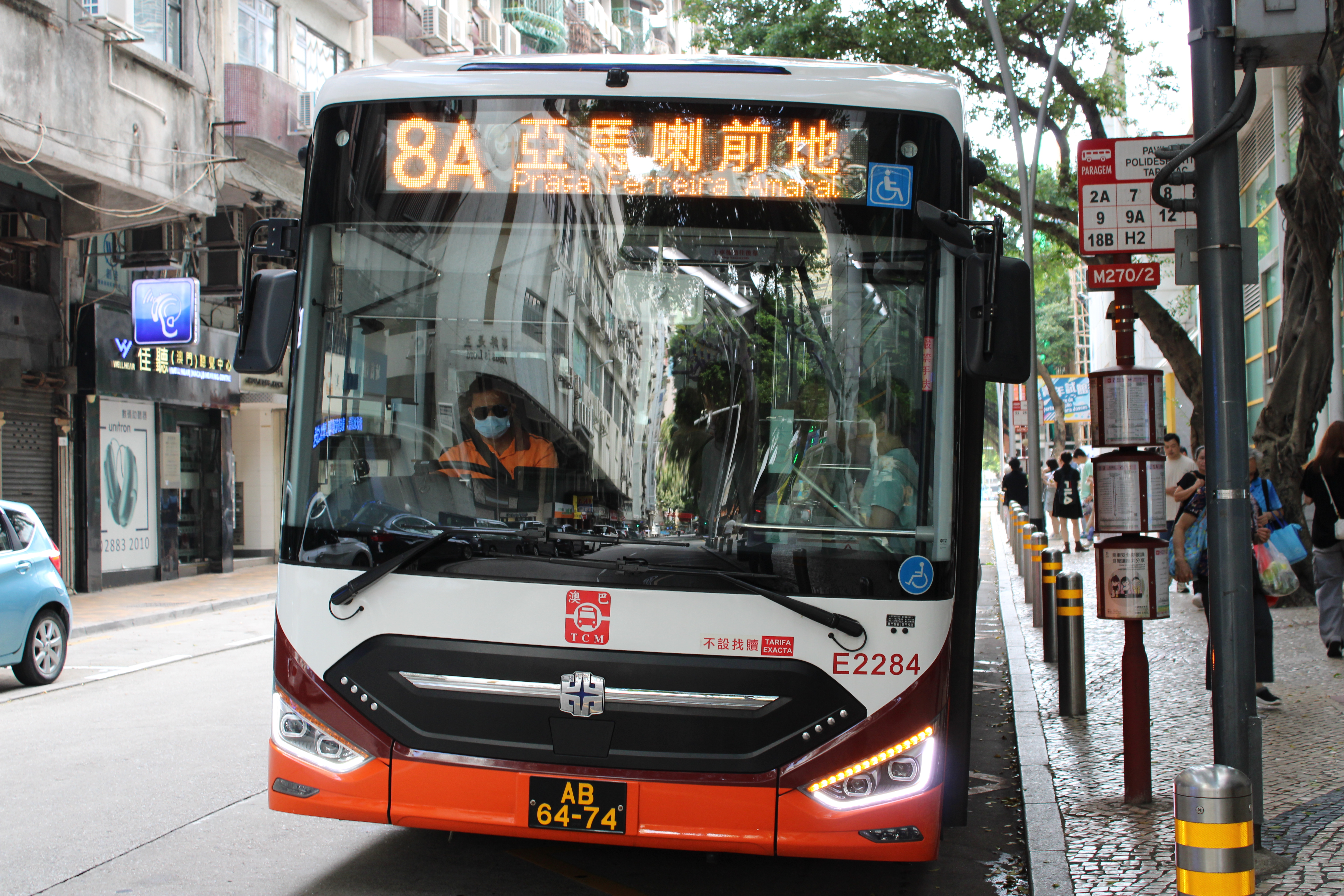
中通LCK6980SHEVG
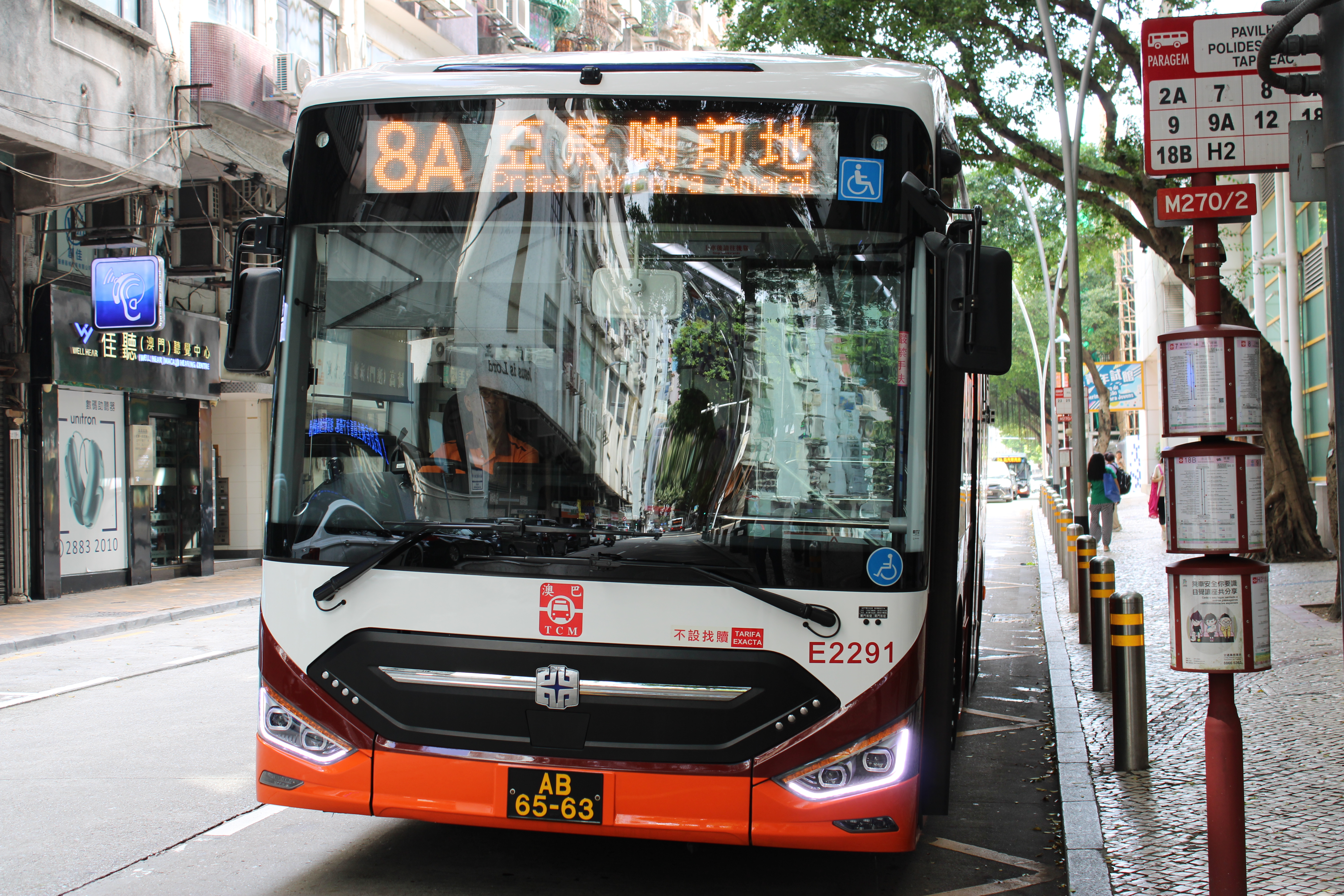
中通LCK6980SHEVG

- 三菱ROSA小巴（特見）

2021年1月1日起：
- 宇通ZK6902HG

2021年1月25日起：
- 宇通ZK6902HG
- 宇通ZK6986HG

2022年3月9日起：
- 中通LCK6980SHEVG
- 宇通ZK6902HG
- 宇通ZK6986HG

2022年4月20日起：
- 中通LCK6980SHEVG
- 宇通ZK6902HG

2022年5月1日起：
- 中通LCK6980SHEVG

## 電牌
| 往葡京方向                  | 往葡京方向               | 往葡京方向 |
| 日期                        | 頭牌                     | 圖例       |
| --------------------------- | ------------------------ | ---------- |
| 開線至今                    | 亞馬喇前地               |            |
| 往青洲方向                  |                          |            |
| 日期                        | 頭牌                     | 圖例       |
| 2017年7月29日前             | 青洲                     |            |
| 2017年7月29日至2021年9月7日 | 工業園街                 |            |
| 2021年9月8日至2023年6月9日  | 工業園街（經：青茂口岸） |            |
| 2023年6月10日起             | 工業園街 經：青茂口岸    |            |

## 路線資料

### 收費
| 收費類別     | 收費類別                      | 收費類別             | 費用 |
| ------------ | ----------------------------- | -------------------- | ---- |
| 現金         | 現金                          | 現金                 | $6.0 |
| 境外支付工具 | 支付寶（內地及香港）          | 支付寶（內地及香港） | $6.0 |
| 境外支付工具 | 雲閃付 非綁定澳門銀聯卡       |                      | $6.0 |
| 境外支付工具 | 微信支付（內地及香港）        |                      | $6.0 |
| 境外支付工具 | 交通聯合 非澳門發行的全國通卡 |                      | $6.0 |
| 境內支付工具 | 澳門通                        | 全民卡               | $3.0 |
| 境內支付工具 | 澳門通                        | 學生卡               | $1.5 |
| 境內支付工具 | 澳門通                        | 長者卡               | 免費 |
| 境內支付工具 | 澳門通                        | 殘疾卡               | 免費 |
| 境內支付工具 | 聚易用＋                      | 聚易用＋             | $3.0 |

### 服務時間及班距
| 服務時間                     | 服務時間 | 每天        |
| ---------------------------- | -------- | ----------- |
| 工業園街                     | 工業園街 | 06:30-23:30 |
| 班距                         | 尖峰     | 8-12分鐘    |
| 班距                         | 離峰     | 10-12分鐘   |
| 懸掛8號風球後1小時開出尾班車 |          |             |

### 路線停站
| 8A   | 工業園街 ↺ 亞馬喇前地 | 工業園街 ↺ 亞馬喇前地           | 工業園街 ↺ 亞馬喇前地 |
| 序號 | 循環線                | 循環線                          | 循環線                |
| 序號 | 站號                  | 站名                            | 出入境口岸            |
| 1    | M267                  | 工業園街                        | 跨境工業區邊檢大樓    |
| 2    | M209/2                | 青洲總站                        |                       |
| 3    | M211                  | 青洲／鴨涌河                    |                       |
| 4    | M6                    | 青茂／鴨涌河變電站              | 青茂口岸              |
| 5    | M22                   | 青洲／聖德蘭學校                |                       |
| 6    | M10/2                 | 台山街市                        |                       |
| 7    | M16/2                 | 提督馬路／雅廉訪                |                       |
| 8    | M101                  | 幸運閣                          |                       |
| 9    | M90                   | 雅廉花園                        |                       |
| 10   | M83                   | 賈伯樂／培正                    |                       |
| 11   | M77                   | 羅利老馬路                      |                       |
| 12   | M85                   | 羅利老／得勝花園                |                       |
| 13   | M270/2                | 塔石體育館                      |                       |
| 14   | M153/1                | 水坑尾／公共行政大樓            |                       |
| 15   | M168                  | 八角亭                          |                       |
| 15   | M173                  | 約翰四世大馬路 （賽車期間停靠） |                       |
| 16   | M172/3                | 亞馬喇前地                      |                       |
| 17   | M171/1                | 中區／殷皇子馬路                |                       |
| 18   | M134                  | 新馬路／華僑                    |                       |
| 19   | M132/1                | 十六浦                          |                       |
| 20   | M200                  | 沙欄仔                          |                       |
| 21   | M201                  | 白鴿巢前地                      |                       |
| 22   | M121                  | 連勝／鏡湖醫院                  |                       |
| 23   | M119                  | 永樂戲院                        |                       |
| 24   | M113                  | 提督／紅街市                    |                       |
| 25   | M94                   | 沙梨頭南街／蘭花前地            |                       |
| 26   | M95                   | 沙梨頭北街／筷子基北灣          |                       |
| 27   | M273                  | 青茂／青蔥大廈                  | 青茂口岸              |
| 28   | M208                  | 青翠花園                        |                       |
| 29   | M267                  | 工業園街                        | 跨境工業區邊檢大樓    |

## 圖片集

### 新福利時期
- 三菱Rosa

### 新時代時期

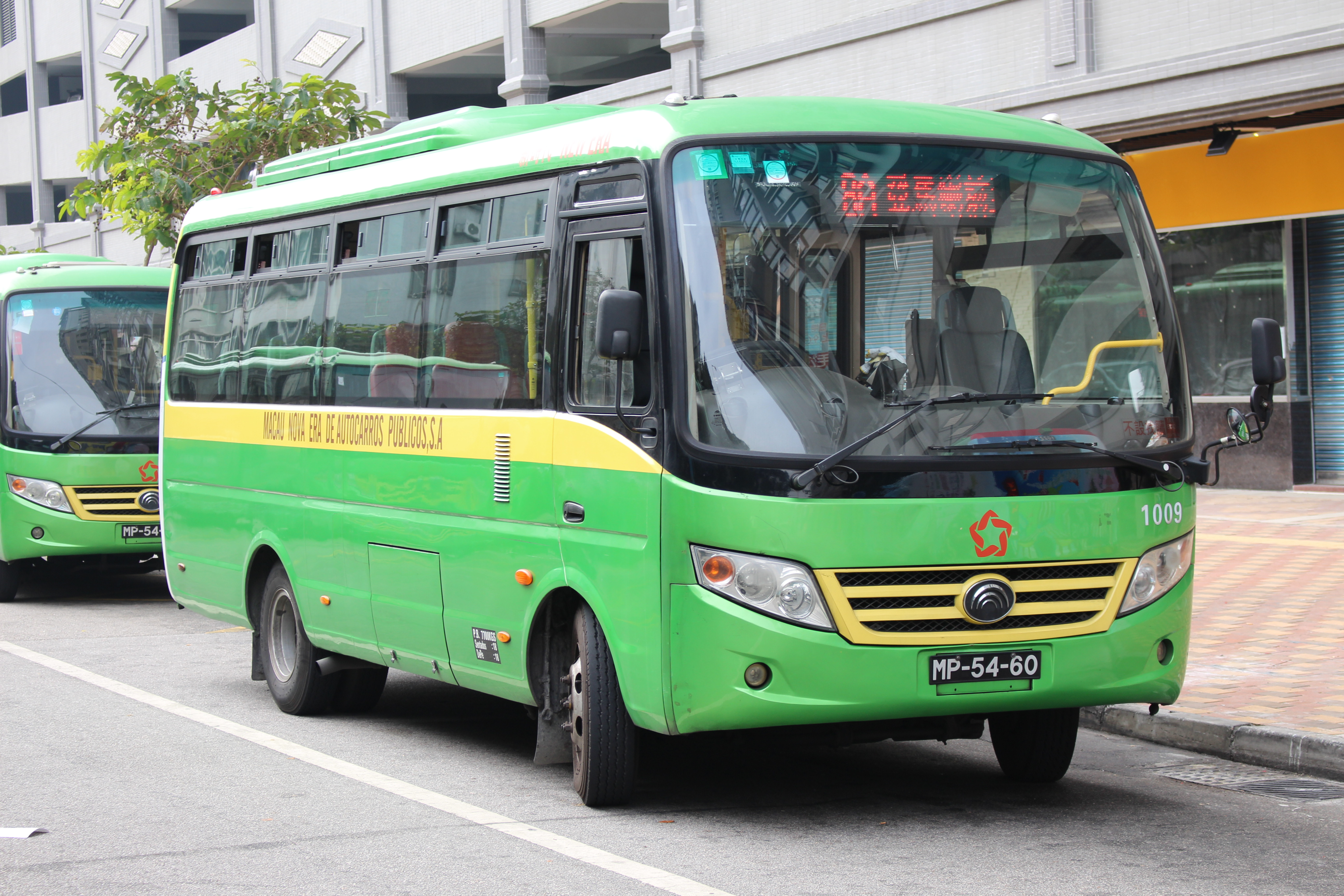
宇通ZK6770HG
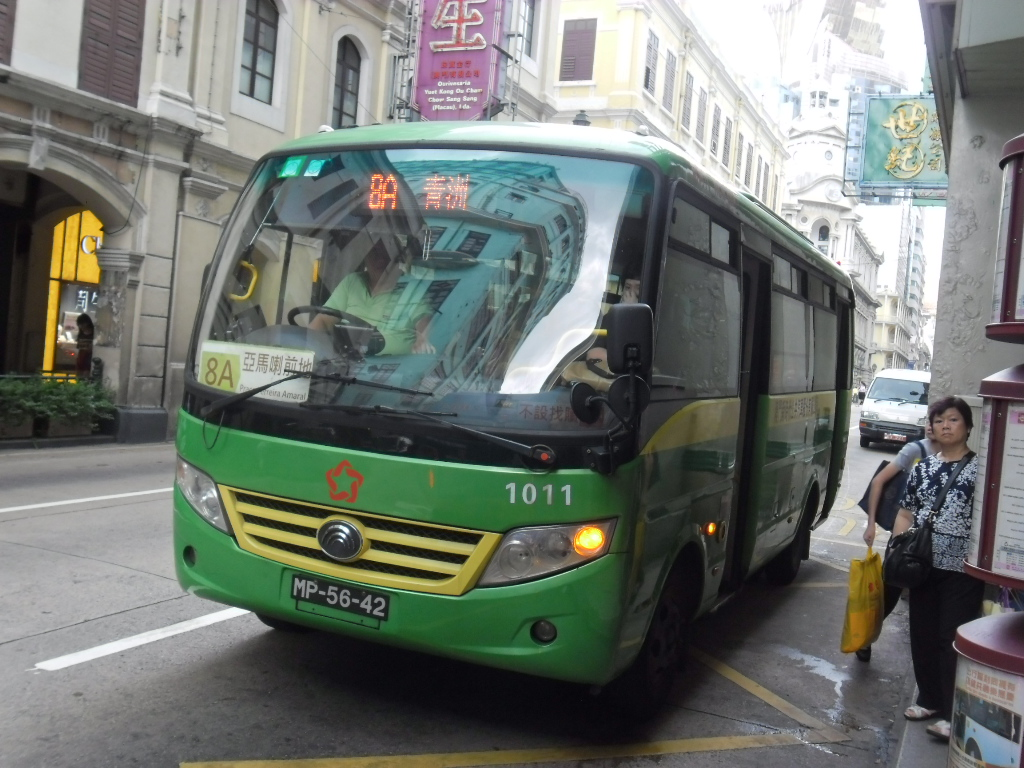
宇通ZK6770HG
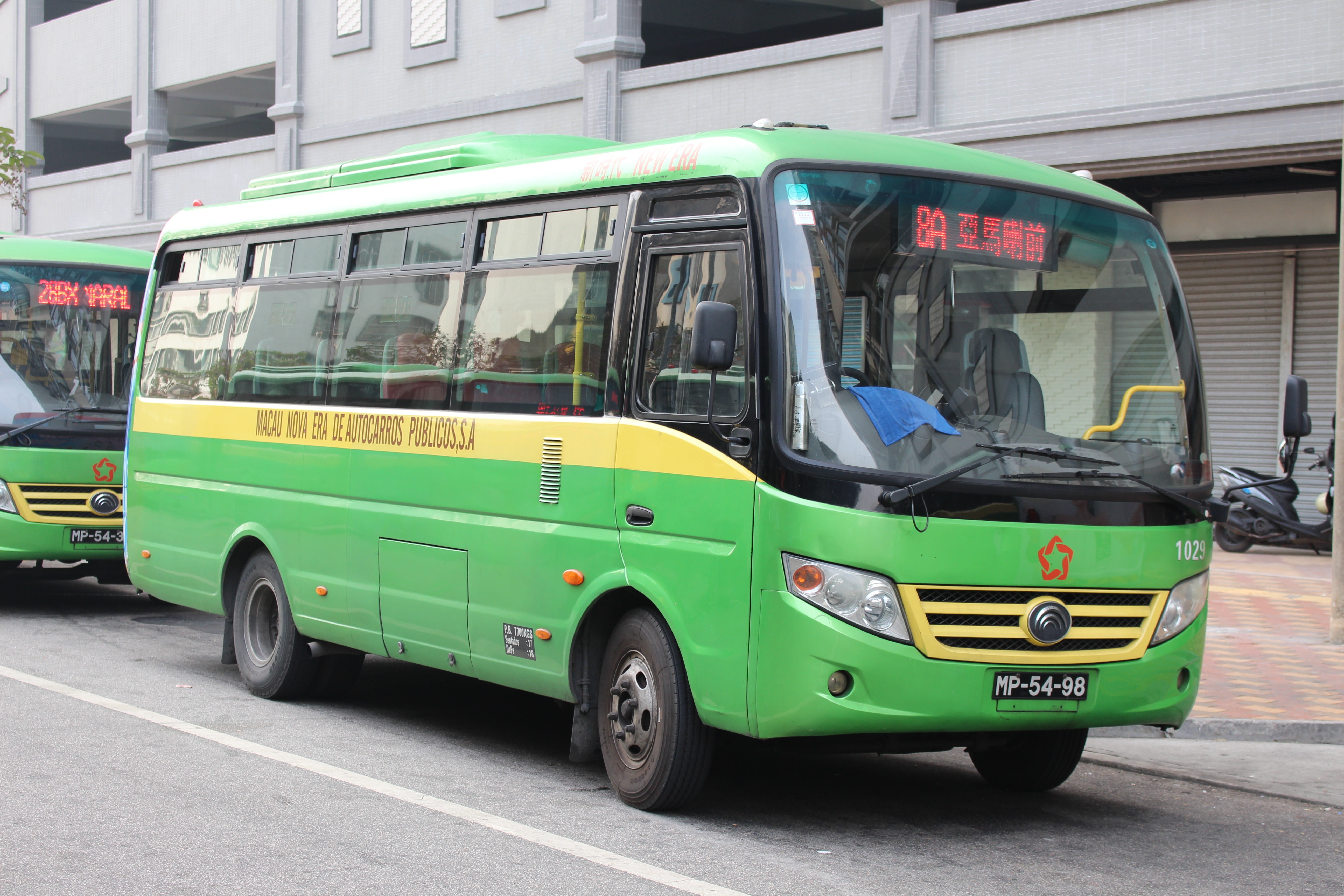
宇通ZK6770HG
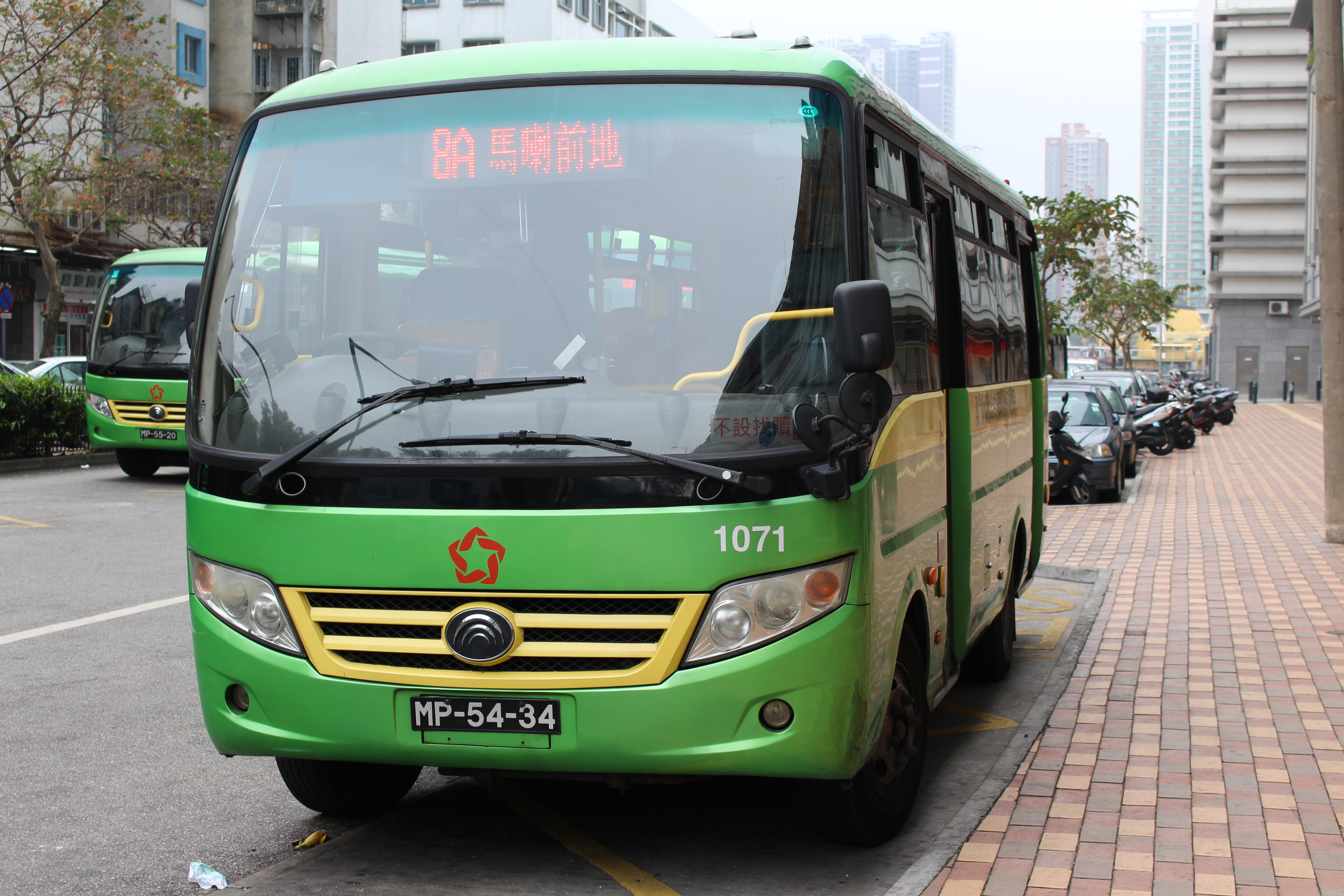
宇通ZK6770HG

### 澳巴時期
- 宇通ZK6770HG
- 宇通ZK6902HG
- 宇通ZK6986HG
- 中通LCK6980SHEVG
- 中通LCK6980SHEVG
- 中通LCK6980SHEVG
- 中通LCK6980SHEVG
- 中通LCK6980SHEVG
- 中通LCK6980SHEVG

## 軼事
- 2024年4月17日，澳巴代表出席澳門電台中文頻道時事節目《澳門講場》中解釋，原有途經渡船街、俾利喇街及黑沙環走線的行車需時20分鐘，較為迂迴，加上走線與8路線基本重疊，故更改走線目的是除了縮短行車時間，填補提督馬路及筷子基北灣往青洲的巴士服務空白。[14][15]
- 有居民反映調整路線後感到不方便，也有青洲居民表示路調整後縮短了出行時間，支持改路。澳巴解釋調整路線參考2023年8路線臨時改道行走提督馬路方案，獲得乘客支持。[16]

## 外部連結
- 澳門公共汽車股份有限公司（官方網站） （页面存档备份，存于）